# كوريوم (مفاعل نووي)

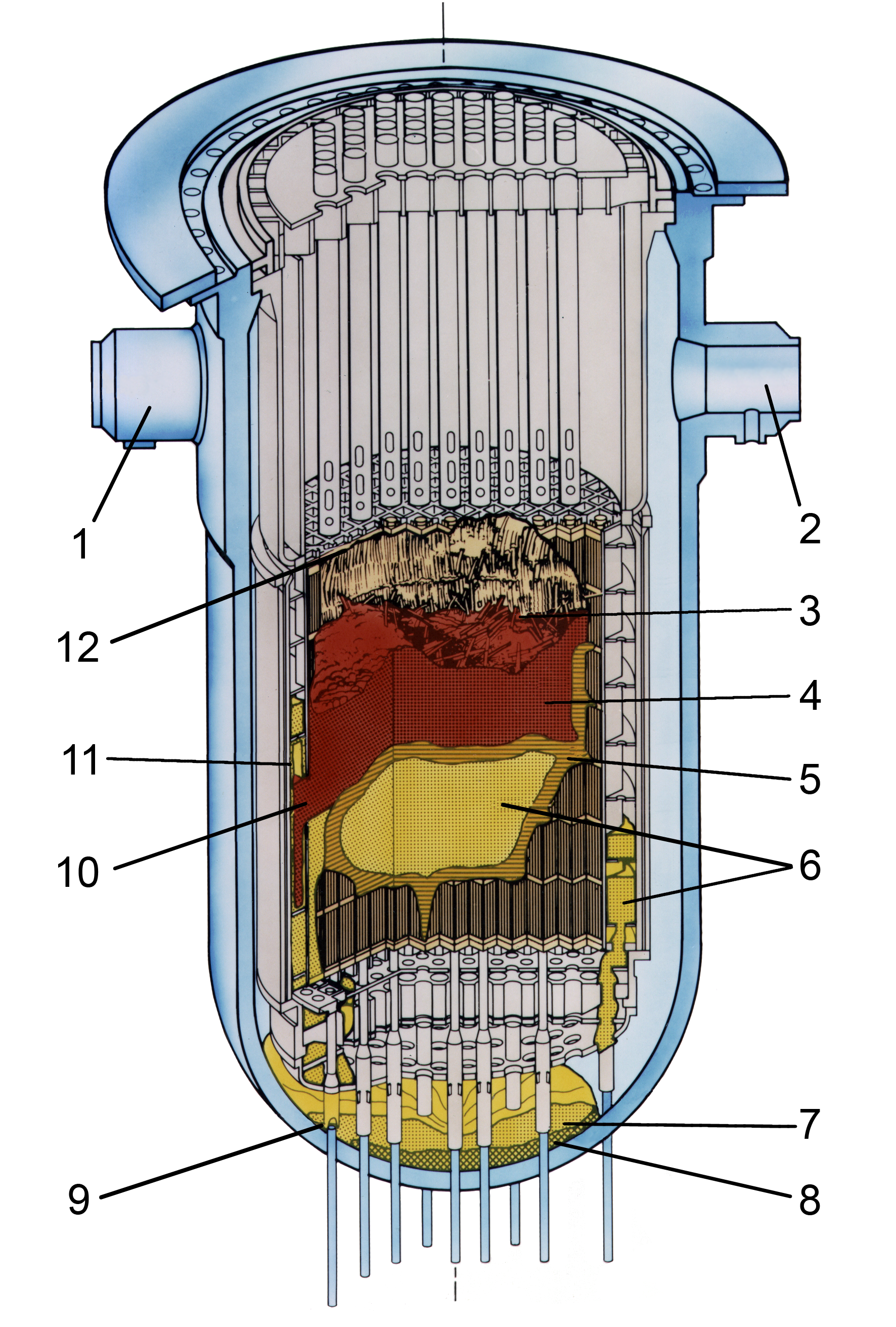
مفاعل جزيرة الثلاثة أميال

كوريوم هي خليط يشبه الحمم البركانية من المواد الانشطارية التي تم إنشاؤها في قلب المفاعل النووي أثناء الانصهار النووي.

## المكونات
تتكون من الوقود النووي والمنتجات الانشطارية وقضبان التحكم والمواد الهيكلية من الأجزاء المتضررة من المفاعل ومنتجات التفاعل الكيميائي مع الهواء والماء والبخار وفي حالة اختراق وعاء المفاعل تكون الخرسانة المنصهرة من أرضية غرفة المفاعل.

## التكوين والتشكيل
قد تنشأ الحرارة التي تسبب في انصهار مفاعل من سلسلة التفاعل النووي ولكن الحرارة الأكثر شيوعًا للمنتجات الانشطارية الموجودة في قضبان الوقود هي مصدر الحرارة الأساسي. ينخفض إنتاج الحرارة من الاضمحلال الإشعاعي بسرعة حيث توفر النظائر القصيرة العمرية النصفية معظم التسخين الإشعاعي والحرارة كون منحنى الحرارة المتحللة عبارة عن مجموع منحنيات الاضمحلال للعديد من نظائر العناصر التي تتحلل عند عمر نصف أسيبي مختلف المعدلات. يمكن أن يكون مصدر الحرارة الإضافي الكبير هو التفاعل الكيميائي للمعادن الساخنة مع الأكسجين أو البخار.